# Astragalus nevinii
Astragalus nevinii är en tvåhjärtbladig växtart som beskrevs av Asa Gray. Astragalus nevinii ingår i släktet vedlar och familjen ärtväxter. Inga underarter finns listade i Catalogue of Life.